# 志村通
『志村通』（しむらつう）は、2004年10月から2005年9月までフジテレビで毎週水曜深夜に放送されたバラエティ番組。イザワオフィス制作。全45回。

## 番組概要
前番組『志村塾』の後番組。1987年開始の『志村けんのだいじょうぶだぁ』から数えて11作目。この番組から「志村運送物語」が開始された。

## 主なコーナー

### 志村運送物語
番組前半で放送されていたコメディドラマ。後番組の「志村けんのだいじょうぶだぁII」は、基本的には当番組で放送されたこのコーナーをほぼ継承しているので、タイトル改題での続行と見てもいい。
ここでは主に、当番組との違いについて述べる。詳細はこちらを参照のこと。
「志村けんのだいじょうぶだぁII」で放送されなかったものとしては、このコント内でグラビアアイドルとのゲストトークが行われていた。コーナーに入る時は、突如肥後が現れ「志村運送さん、お客様です。」と呼んだ後に、グラビアアイドルがお客として、自分の写真集やDVD（発売告知の宣伝）などを送って欲しいという理由で登場するものであった。その時は、志村運送物語と関係ないフリートーク（ゲストの個人的な事など）となっていた。後にレギュラーメンバーとなる夏川純と里中あやはここでゲスト出演をしていた。このトークコーナーは自然に終わったが、後番組『志村けんのだいじょうぶだぁII』では、2006年放送スペシャルでこのゲストトークが復活した。これを継承したものとして、2007年11月より「志村診察室」コーナーが開始された。
物語については開始当初は『志村けんのだいじょうぶだぁII』で放送された構成と異なっており、CM挿入なしで禁煙や社員旅行などひとつのテーマに絞った物語が中心となっていたが次第に、
志村運送内での日常のコント→「肥後ちゃんラーメン」内での志村社長と肥後の扮するラーメン店店長のコント→CM→志村運送内でのグラビアアイドルとのフリートーク→再度志村運送内での日常のコント
といったパターンに固定され、この構成を引き継ぎつつ、再度CMを挿入しない構成に戻っている。

### ショートコント
番組後半はCMを挟んで、数本の新作ショートコントが放送された。当初は前番組『志村塾』放映時に撮りためていたと思われるコントがほとんどで、出演者も前番組時代のメンバーであったが、しばらくして当番組メンバーのみ出演のコントとなった。志村運送物語の時間拡大などの都合上、一切放送されない回も何回かあり、放送される割合も少なくなっていた。
ここで放送されたショートコントはのちに『志村けんのだいじょうぶだぁII』及び『志村屋です。』にて、傑作コントとして再放送された。

### 健康レシピ
収録後の志村運送の食卓で、志村が酒のつまみになる健康料理を作り、優香とフリートークをしながら試食するもの。
当初は食材の効能などが字幕で表示されたが、いつしか表示されなくなった。ショートコント同様、番組末期は放送される割合が少なかった。
余談だが、志村は「浜ちゃんと!」にゲスト出演した際にもここで紹介した料理を作り浜田雅功にふるまっていた。

## 出演者
※太字は『だいじょうぶだぁ』以降の引き継ぎ出演者
- 志村運送・社長 - 志村けん
- 志村運送・社長夫人 - 優香
- 肥後ちゃんラーメン・店主 - 肥後克広（ダチョウ倶楽部）
- 志村運送・運転手 - 上島竜兵（ダチョウ倶楽部）
- 志村運送・社員 - 山田千鶴（2004年10月 - 2005年6月）
- 志村運送・社員 - 夏川純（2005年7月 - 9月）
- 志村運送・社員 - ゆりん
- 肥後ちゃんラーメン・アルバイト - 香月亜耶乃（2004年10月 - 2005年2月）
- 肥後ちゃんラーメン・アルバイト - 里中あや（2005年3月 - 9月）

尚、公式上では香月と里中は肥後ちゃんラーメン・アルバイトとなっているが、実際登場したのはほんの数回で後はショートコントでの不定期出演中心だった。

## エンディング曲
曲名、アーティスト名、レーベルがクレジットされ、ミュージック・ビデオがスタッフロールとともに流れる。
|   | 使用期間                                          | 曲名                                   | アーティスト名   | レーベル                                |
| - | ------------------------------------------------- | -------------------------------------- | ---------------- | --------------------------------------- |
| 1 | 第1回（2004年10月20日） - 第6回（2004年11月24日） | おとみさん～TOMMY～                    | ミスゴブリン     | KING RECORDS                            |
| 2 | 第7回（2004年12月1日） - 第10回（2004年12月22日） | スメルズ・ライク・ティーン・スピリット | ニルヴァーナ     | ユニバーサル ミュージック               |
| 3 | 第11回（2005年1月12日） - 第15回（2005年2月9日）  | プレイバック Part2                     | ノーランズ       | レーベル表記無し                        |
| 4 | 第16回（2005年2月16日） - 第22回（2005年3月30日） | ダンシング・シスター                   | ノーランズ       | [ 2 ]                                   |
| 5 | 第23回（2005年4月13日） - 第25回（2005年4月27日） | Rhapsody                               | TRAX             | avex trax                               |
| 6 | 第26回（2005年5月4日） - 第29回（2005年5月25日）  | We Belong Together                     | Mariah Carey     | レーベル表記無し                        |
| 7 | 第30回（2005年6月1日） - 第36回（2005年7月27日）  | 永遠のひと                             | en-Ray(エンレイ) | ユナイテッド・アジア エンターティメント |
| 8 | 第37回（2005年8月3日） - 第41回（2005年8月31日）  | Romantic Classic                       | The112           | レーベル表記無し                        |
| 9 | 第42回（2005年9月7日） - 第45回（2005年9月28日）  | リニアモーターガール                   | Perfume          | 徳間ジャパンコミュニケーションズ        |

## スタッフ
- 作・構成: 朝長浩之
- 音楽: たかしまあきひこ
- 技術: 岩沢忠夫
- カメラ: 藤江雅和
- 音声: 松本政利
- 映像: 原啓教
- 照明: 野崎政克
- 美術制作: 北林福夫
- デザイン: 根本研二
- 美術進行: 山根安雄
- 大道具: 宮越浩
- 装飾: 菊池誠
- 持道具: 森知美
- 衣装: 佐藤孝二
- メイク: 佐藤恭子
- 電飾: 宇塚敏明
- タイトル: 高柳義信
- 編集: 轟貞治（D-Craft）
- MA: 大塚大
- 音響効果: 戸辺豊
- 技術協力: ニユーテレス、IMAGICA、FLT
- 制作協力: エクシーズ、エスカンパニー、ゼブラカンパニー
- 編成: 松崎容子
- TK: 増山郁子
- 演出補: 長谷吉洋、梅田好美
- 演出: 戸上浩、小倉肇（エクシーズ）
- プロデューサー: 井澤健
- 企画制作: イザワオフィス